# Xã Solomon-District 3, Quận Norton, Kansas
Xã Solomon-District 3 (tiếng Anh: Solomon-District 3 Township) là một xã thuộc quận Norton, tiểu bang Kansas, Hoa Kỳ. Năm 2010, dân số của xã này là 180 người.